# 2-Klórpropán
A 2-klórpropán (más néven izopropil-klorid, klór-dimetilmetán, 2-propil-klorid, szek-propil-klorid) színtelen, gyúlékony szerves vegyület, halogénezett szénhidrogén. Kémiai képlete C3H7Cl, izopropil-alkohol tömény sósavval és cink-kloriddal történő refluxálásával állítható elő.

## Szerkezete
Szerkezetileg klórorganikus vegyület és szekunder (2°) alkil-halogenid, utóbbi azt jelöli, hogy a klórhoz kapcsolódó szénatom két másik szénatomhoz kapcsolódik. Szerkezeti izomerje, az 1-klórpropán primer (1°) alkil-halogenid, mivel benne a klórhoz kapcsolódó szénatom csak egy másik szénatommal van kötésben.

## Reakciói
Alkoholos kálium-hidroxiddal melegítve – dehidrohalogénezési reakcióban – propénné (alkénné) alakul. Az eliminációs reakcióval azonban verseng az SN2 nukleofil szubsztitúciós reakció (melléktermék), mert az OH− ion erős, sztérikusan nem gátolt nukleofil. Emiatt erre a célra megfelelőbb reagens például a kálium-terc-butoxid.

## Fordítás
Ez a szócikk részben vagy egészben  az   Isopropyl chloride című angol Wikipédia-szócikk ezen változatának fordításán alapul.  Az eredeti cikk szerkesztőit annak laptörténete sorolja fel. Ez a jelzés csupán a megfogalmazás eredetét és a szerzői jogokat jelzi, nem szolgál a cikkben szereplő információk forrásmegjelöléseként.